# Ulug‘bek Shodibekov
Ulug‘bek Shodibekov (Uzbekistán, Taskent; 10 de septiembre de 1996), más conocido como Mittivins, es un cantante y actor uzbeko. Fue galardonado con el "Nihol State Award" en 2014.
Desde 2007, Ulugʻbek Shodibekov ha escrito canciones en uzbeko, ruso e inglés.
También protagonizó películas y series de televisión. Comenzó su carrera como actor en 2014. Las películas que le dieron gran fama son "Qôshni Ulugbek", "Sasha aka" y "Boyvacha Babur".

## Biografía
Ulug'bek Shodibekov nació el 10 de septiembre de 1996 en Taskent. Después de graduarse de la escuela secundaria en 2012, ingresó al Tashkent Banking and Credit College de la región de Taskent, donde se graduó en 2014. En 2018, estudió en el departamento de correspondencia del Instituto de Finanzas de Tashkent.

## Inicio de carrera
En 2007, cuando estudiaba en la escuela, Ulugʻbek se interesó por el canto. Era conocido de su mentor y maestro Jamshid Shodiyev. Grabó su primera canción "Yoshligim" en 2008, en el estudio Aziya Récords. Como resultado de muchos años de trabajo se desarrolló a nivel profesional. El primer trabajo escrito para Ulugʻbek por Jamshid Shodiyev fue la canción "Doʻstlarim", compuesta en 5 meses.

### Carrera profesional
En 2009, Ulugʻbek conoció al jefe de redacción de Alo FM radio, Olimxoja Azimov, y gracias a él, firmó por primera vez un contrato con el estudio Panterra. El 15 y 17 de septiembre de 2010, Ulugʻbek y su amigo, el cantante Sharof Muqimov, realizaron un programa de concierto conjunto "Jonim Seni" en la sala de conciertos "Halklar Dustligi" (ahora llamada "Istiklol"). Este concierto fue el primero en la carrera de Ulugʻbek.
El 24 de mayo de 2011 formó una familia. El 25 de septiembre del mismo año, realiza su primer concierto en solitario "Senideb". Durante estos años ha lanzado varios álbumes de audio como "Xayr edi" (2012), "Sen ketding" (2013), "Azizam" (2015). Además, presentó a la atención de sus seguidores los materiales de video de sus conciertos "Aziz yurtim" y "Eslab". En los años siguientes aparecieron muchos de los éxitos de Ulugʻbek, como Pul, Bu xayot, Bemano, Yoshkik oʻtib ketadi, Doʻtim, Xayolida, Sen ketma, Onam, Zara, Qalb, Oʻsha xit, Bugungi kun, Oqibat y  Belissimo.

### Carrera de actuación
Durante este tiempo protagonizó varias películas, y comenzó a actuar en 2014. A pesar de haber protagonizado las películas Uylchang, Talaba y Qssob, recibió críticas positivas por su papel debut. Luego, el cantante apareció en varias películas más, incluida "Nervinli odam" de 2015. En 2016, protagonizó la película "Baksiyor". Esta película le trajo gran fama y admiradores a Ulugʻbek. Ulugʻbek aparecerá en otra película, interpretó un papel en la película "Jiyan". En 2018, protagonizó la película "Qoʻshni Ulugʻbek" y en 2019 interpreta uno de los cinco papeles en la película "Sadiriaka" y este papel le da gran fama a Ulugbek. También protagonizó las películas Xashar y Sasha aka en el 2020.

## Discografía
| Año  | Álbum     |
| ---- | --------- |
| 2011 | Senideb   |
| 2012 | Xayr edi  |
| 2015 | Azizam    |
| 2017 | Belissimo |

## Filmografía
A continuación se muestra una lista ordenada cronológicamente de películas en las que ha aparecido Ulugʻbek Shodibekov.
| Año       | Título           | Papel    | Ref.  |
| --------- | ---------------- | -------- | ----- |
| 2014      | Uylchang         | Ulug     |       |
| 2015      | Talaba           | Elmurod  |       |
| 2015      | Qasob            |          |       |
| 2016      | Nervinli odam    |          |       |
| 2016      | Baksiyor         | Aziz     |       |
| 2017      | Jiyan            |          |       |
| 2018      | Qoʻshni Ulugʻbek | Ulugʻbek | [ 6 ] |
| 2019      | Sadriaka         |          |       |
| 2020      | Xashar           | Murod    |       |
| 2020-2021 | Sasha aka        | Sasha    | [ 7 ] |
| 2021      | Jiyan            |          |       |
| 2022      | Boyvacha Bobur   | Bobur    |       |

## Premios
- El mejor cantante de 2008.
- En agosto de 2014 se convirtió en propietario del premio estatal ’’Nihol’’, creado para apoyar a los jóvenes de Uzbekistán
- 2012: Premio M&T-2015 "Mejor Cantante Masculino del Año".
- 2014: Premio M&T-2016 "Mejor Videoclip del Año".
- 2014: Premio GQ-2017 "Mejor Cantante Masculino del Año".